# Gauliga Baden 1943/44
De Gauliga Baden 1943/44 was het elfde voetbalkampioenschap van de Gauliga Baden. De Gauliga werd andermaal opgesplitst. VfR Mannheim werd kampioen en plaatste zich voor de eindronde om de Duitse landstitel. De club versloeg FC Bayern München en verloor dan van 1. FC Nürnberg.

## Eindstand

### Nordbaden
| Plaats | Club                               | Wed. | W | G | V | Saldo | Ptn.  |
| ------ | ---------------------------------- | ---- | - | - | - | ----- | ----- |
| 1      | VfR Mannheim                       | 10   | 8 | 2 | 0 | 58:10 | 18:2  |
| 2      | VfTuR Feudenheim                   | 9    | 4 | 2 | 3 | 30:33 | 10:8  |
| 3      | KSG VfL Neckarau/SpVgg 07 Mannheim | 10   | 4 | 2 | 4 | 23:26 | 10:10 |
| 4      | KSG Käfertal/Phönix                | 9    | 4 | 1 | 4 | 30:31 | 9:9   |
| 5      | SV Waldhof                         | 10   | 4 | 1 | 5 | 30:24 | 9:11  |
| 6      | KSG Walldorf-Wiesloch1             | 8    | 0 | 0 | 8 | 8:55  | 0:16  |

|  | Geplaatst voor finaleronde |

### Mittelbaden
| Plaats | Club                          | Wed. | W | G | V  | Saldo | Ptn.  |
| ------ | ----------------------------- | ---- | - | - | -- | ----- | ----- |
| 1      | VfB Mühlburg                  | 12   | 9 | 1 | 2  | 50:13 | 19:5  |
| 2      | FC Rastatt 04                 | 12   | 8 | 1 | 3  | 26:16 | 17:7  |
| 3      | 1. FC Pforzheim               | 12   | 8 | 0 | 4  | 29:22 | 16:8  |
| 4      | VfR Pforzheim                 | 11   | 5 | 1 | 5  | 26:17 | 11:11 |
| 5      | Karlsruher FV                 | 11   | 4 | 1 | 6  | 21:31 | 9:13  |
| 6      | FV Daxlanden                  | 12   | 3 | 1 | 8  | 26:35 | 7:17  |
| 7      | KSG Phönix/Germania Karlsruhe | 10   | 1 | 1 | 10 | 12:56 | 3:21  |

|  | Geplaatst voor finaleronde |

### Südbaden
| Plaats | Club                   | Wed. | W | G | V | Saldo | Ptn. |
| ------ | ---------------------- | ---- | - | - | - | ----- | ---- |
| 1      | Freiburger FC          | 10   | 9 | 0 | 1 | 64:5  | 18:2 |
| 2      | Luftwaffen SV Freiburg | 10   | 9 | 0 | 1 | 32:9  | 18:2 |
| 3      | SpVgg Wiehre           | 10   | 3 | 2 | 5 | 16:32 | 8:12 |
| 4      | FV Emmendingen         | 10   | 3 | 1 | 6 | 24:36 | 7:13 |
| 5      | FT/SC Freiburg         | 10   | 1 | 3 | 6 | 14:36 | 5:15 |
| 6      | Kickers Haslach        | 10   | 1 | 2 | 7 | 18:66 | 4:16 |

|  | Geplaatst voor finaleronde |

### Finaleronde
| Plaats | Club          | Wed. | W | G | V | Saldo | Ptn. |
| ------ | ------------- | ---- | - | - | - | ----- | ---- |
| 1      | VfR Mannheim  | 4    | 3 | 0 | 1 | 10:4  | 6:2  |
| 2      | VfB Mühlburg  | 4    | 2 | 1 | 1 | 9:9   | 5:3  |
| 3      | Freiburger FC | 4    | 0 | 1 | 3 | 6:12  | 1:7  |

|  | Kampioen, geplaatst voor nationale eindronde |

## Promotie-eindronde

### Groep Noord
| Plaats | Club                    | Wed. | W | G | V | Saldo | Ptn. |
| ------ | ----------------------- | ---- | - | - | - | ----- | ---- |
| 1.     | FG Union Heidelberg     | 4    | 3 | 0 | 1 | 12:7  | 6:2  |
| 2.     | FC Alemannia Rheinau    | 4    | 1 | 1 | 2 | 10:6  | 3:5  |
| 3.     | Germania Friedrichsfeld | 4    | 1 | 1 | 2 | 7:16  | 3:5  |

|  | Promotie naar Gauliga Baden 1944/45 |

### Groep Zuid
Er werd in 1944/45 geen competitie gespeeld in Zuid-Baden
| Plaats | Club                   | Wed. | W | G | V | Saldo | Ptn. |
| ------ | ---------------------- | ---- | - | - | - | ----- | ---- |
| 1.     | Sportfreunde Forchheim | 4    | 2 | 1 | 1 | 10:6  | 5:3  |
| 2.     | Germania Brötzingen    | 4    | 2 | 1 | 1 | 8:6   | 5:3  |
| 3.     | FC Südstern Karlsruhe  | 4    | 0 | 2 | 2 | 9:15  | 2:6  |